# Notopleura sanblasensis
Notopleura sanblasensis är en måreväxtart som beskrevs av Charlotte M. Taylor. Notopleura sanblasensis ingår i släktet Notopleura och familjen måreväxter. Inga underarter finns listade i Catalogue of Life.